# Jacques-Philibert Burignot de Varenne
Jacques-Philibert Burignot de Varenne (27 octobre 1751, Chalon-sur-Saône - 26 mai 1842, Chalon-sur-Saône), est un homme politique français.

## Biographie
Fils d'Étienne Burignot, lieutenant général au bailliage de Chalon, et de Jeanne de la Folie, il fut élu, le 30 mars, député de la noblesse aux États généraux de 1789 par le bailliage de Chalon-sur-Saône. 
Le gouvernement de la Restauration le nomma, en 1815, président du collège électoral de Chalon, puis l'envoya siéger au conseil général pour le canton de Chalon (ordonnance du 17 avril 1816), où il resta jusqu'en 1833, et dont il fut président d'âge depuis 1819; il entra aussi au conseil municipal de Chalon, fut maire de Sienne, et chevalier de la Légion d'honneur.
Il est le père d'Édouard Burignot de Varenne et le beau-père de Grégoire Benoist de Lostende et de Jean Baptiste César d'Anthès.

## Sources
- « Jacques-Philibert Burignot de Varenne », dans Adolphe Robert et Gaston Cougny, Dictionnaire des parlementaires français, Edgar Bourloton, 1889-1891 [détail de l’édition]